# Si Rat Malai
Il Si Rat Malai fu una divisione amministrativa thailandese, nata il 18 ottobre del 1943 in piena seconda guerra mondiale a seguito della cessione alla Thailandia di diversi Stati malesi (Kedah, Perlis, Kelantan e Terengganu) da parte dell'Impero giapponese, che aveva occupato la regine nel gennaio 1942. L'occupazione thailandese sarebbe proseguita per tutta la durata del conflito, concludendosi solo nel settembre del 1945 a seguito della resa del Giappone alle forze degli Alleati.